# Liste d'amiraux de l'Empire ottoman
Ces amiraux de l'Empire ottoman furent de hauts officiers de la marine ottomane (le turc Ottoman:<sàpan> reis ou reis pacha) autres que le capitan pacha (Grand-amiral).
- Kemal Reis (c. 1451-1511)
- Piri Reis (1465/70-1553)
- Oruç Reis (c. 1474-1518)
- Aydın Reis (mort en 1535)
- Turgut Reis (1485-1565)
- Seydi Ali Reis (1498-1563)
- Kurtoğlu Hızır Reis (XVIe siècle)
- Murat Reis (c. 1534-1609)
- Moustapha Kaplan, amiral de 1663 à 1672 et de 1677 à 1680, pendant la Guerre de Candie
- Ebubekir Pacha (1670-1757/1758)
- Hasan Rami Pacha (1842-1923)